# Clarenberg

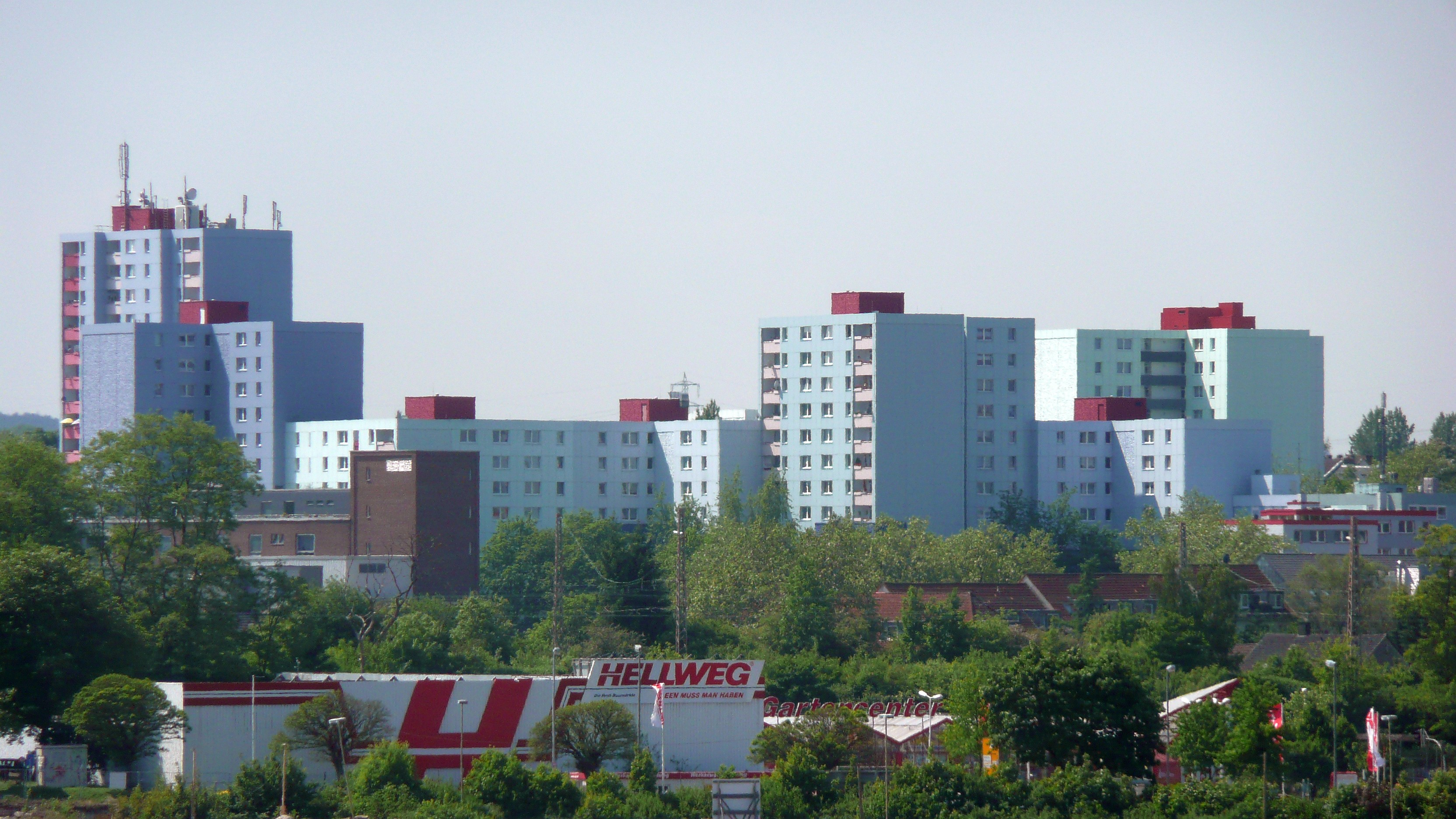
Die Siedlung Clarenberg 2008

Clarenberg ist eine Ortslage in Dortmund im Süden des Stadtteils Hörde. Der namensgebende Clarenberg bezeichnet das Kloster Clarenberg und die Zeche Clarenberg. Im statistischen Unterbezirk Clarenberg lebten am 31. Dezember 2018 insgesamt 3.156 Einwohner auf 0,68 km².

## Beschreibung
Auf dem Gelände der Kolonie Neuer Clarenberg entstand von 1969 bis 1973 eine Großwohnsiedlung. Insgesamt entstanden 25 vier- bis 17-geschossige Gebäude mit insgesamt 1069 Wohnungen auf dem Areal von etwa acht Hektar. Heute leben hier rund 3200 Menschen in der Nähe des Stadtteilzentrums Hörde, etwa fünf Kilometer südöstlich der Dortmunder Innenstadt. Errichtet wurde der Clarenberg hauptsächlich von der VEBA Wohnstätten AG (934 Wohnungen). Der Hörder Wohnungsgenossenschaft gws gehören 60 Wohnungen, der Rest befindet sich in Privatbesitz.
Nach Abschaffung der Wohnungsgemeinnützigkeit zogen sich die VEBA-Wohnungsgesellschaften aus dem  Sozialen Wohnungsbau und aus einkommensschwachen Stadtteilen zurück. Die Hörder Ruhr-Lippe Wohnungsgesellschaft, die zu je 50 Prozent der landeseigenen LEG Wohnen NRW und der Deutschen Rentenversicherung Westfalen gehört, erwarb 1992 die VEBA-Wohnungen. Die Ruhr-Lippe Wohnungsgesellschaft wurde 2008 zusammen mit den anderen Beteiligungsgesellschaften der LEG NRW an eine Gruppe von Fondsgesellschaften unter dem Dach der amerikanischen Whitehall verkauft. Zwei Jahre später ging sie in der privaten LEG NRW auf. Kritiker des Verkaufs staatlicher Wohnungsgesellschaften befürchten, dass besonders Großwohnsiedlungen – wie der Clarenberg – unter unzureichenden Investitionen leiden werden.

## Nachbesserung 1998–2005

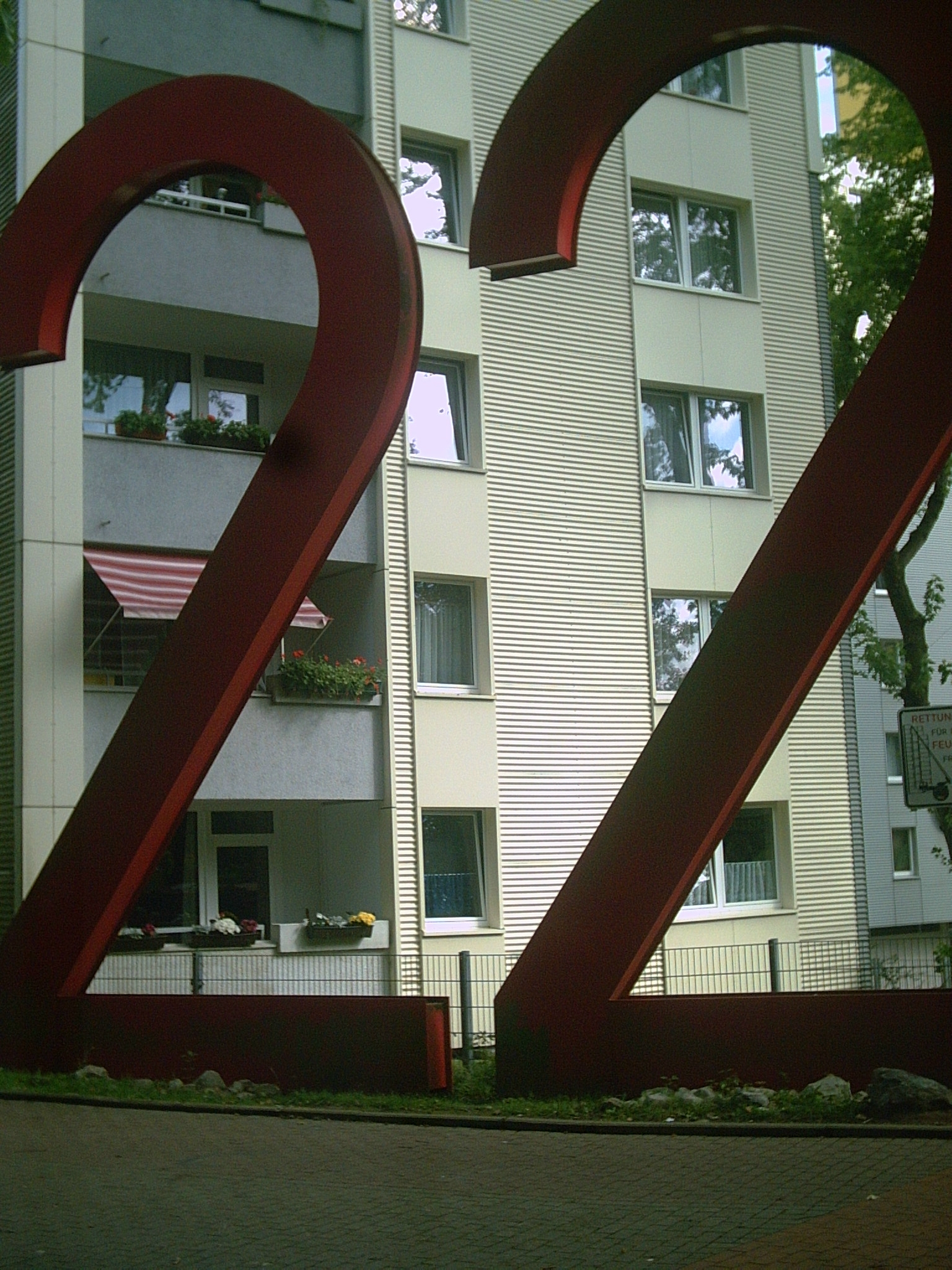
Nahansicht eines Hochhauses mit künstlerisch gestalteter Hausnummer

Knapp 30 Jahre nach ihrer Errichtung wies die Siedlung erhebliche bauliche Mängel in den Bereichen Wohnen und Wohnumfeld auf. Hinzu kamen soziale Probleme u. a. bedingt durch eine hohe Anzahl an Kindern und Jugendlichen mit Sozialhilfebezug. Aus diesen Gründen entstand Mitte der 1990er Jahre die Planung zur Erneuerung der Siedlung. In den Jahren 1996 und 1997 ergingen Ratsbeschlüsse, die Siedlung in das Landesprogramm „Soziale Stadt NRW“ aufzunehmen. 1998 begannen die Arbeiten. Die Gebäude wurden mit einer Wärmedämmung und einem neuen farblichen Konzept versehen.
Die Hausnummern sind zum Teil bis zu acht Meter hoch, künstlerisch gestaltet und vor den Gebäuden angebracht. Sehr großer Wert wurde auf die Verbesserung des Umfeldes gelegt. Freiräume und Spielplätze wurden neu gestaltet. Die Häuser und die Tiefgaragen wurden mit einer Videoüberwachung versehen, und im Eingangsbereich Haus Nr. 11 ist tagsüber ein Hausmeister für die Bewohner zu erreichen. Zudem wurden weitere Anlaufstellen für die Bewohner geschaffen. Ein Nachbarschaftstreff wurde eingerichtet, ebenso wie Jugendhilfemaßnahmen sowie verschiedene Maßnahmen, um die Bewohner in ihre Siedlung zu integrieren. Es gab gemeinsame Pflanzaktionen in den Grünanlagen und eine Weihnachtsfeier für die ehrenamtlich tätigen Helfer. Auch ein Second-Hand-Laden wurde eröffnet. Betreut werden diese Einrichtungen durch die AWO, die Diakonie und die dobeq in Dortmund.
Seit 2006 gehört die Siedlung Clarenberg nicht mehr zum Programmgebiet der „Sozialen Stadt NRW“ und erhält somit auch keine Fördergelder mehr.

## Statistik
Struktur der Clarenberger Bevölkerung zum 31. Dezember 2018:
- Anteil unter 18-Jähriger: 23,2 % (Dortmunder Durchschnitt: 16,2 %)
- Anteil über 65-Jähriger: 20,6 % (Dortmunder Durchschnitt: 20,2 %)
- Ausländeranteil: 36,4 % (Dortmunder Durchschnitt: 18,2 %)
- Arbeitslosenquote: 10,4 % (Dortmunder Durchschnitt: 9,8 %)

Der Anteil der Bevölkerung mit Migrationshintergrund lag bei 70,1 %.

### Bevölkerungsentwicklung
| Jahr      | 2003 | 2008 | 2013 | 2018 |
| --------- | ---- | ---- | ---- | ---- |
| Einwohner | 3257 | 3087 | 3056 | 3156 |

## Infrastruktur
Die Endstelle der Linie U41 der Stadtbahn Dortmund ist gleichnamig und befindet sich unweit der Siedlung. Es gibt dort u. a. eine Jugendfreizeitstätte.

## Frauenkloster
Es gab ein Klarissenkloster in Clarenberg im 16. und 17. Jahrhundert.
| Linie | Verlauf | Takt                      |
| ----- | --- | ------------------------- |
| U 41  | Brambauer Verkehrshof1 – Brambauer Krankenhaus – Lünen, Herrentheystraße – Dortmund, Oetringhauser Straße – Brechten Zentrum2 – Wittichstraße – Maienweg – Waldesruh – Grävingholz – Externberg – Amtsstraße – Zeche Minister Stein – Güterstraße – Fredenbaum – Immermannstraße/Klinikzentrum Nord – Lortzingstraße – U Münsterstraße – U Leopoldstraße – U Dortmund Hbf – U Kampstraße – U Stadtgarten – U DO-Stadthaus – U Markgrafenstraße – U Märkische Straße – U Karl-Liebknecht-Straße – U Willem-van-Vloten-Straße – U DO-Hörde, Bahnhof – U Dortmund, Clarenberg3 Diese Linie verkehrt auf der Stammstrecke I | 20 min (1–2) 10 min (2–3) |